# Hôtel Raffles
L'hôtel Raffles est un hôtel de Singapour. Ouvert en 1887, il a été nommé en l'honneur du Britannique Thomas Stamford Raffles, le fondateur de la ville. De style colonial dont il transmet l'héritage, l'établissement est la propriété de Raffles Hotels and Resorts, qui s'est développé à partir de ce site.

## Historique
L'hôtel est ouvert en 1887 par deux Arméniens en provenance d'Iran, les frères Sarkies. Au départ, ils louent l'emplacement et l'établissement ne fait que dix chambres (un simple hôtel de plage) puis est agrandi au cours des années ; il monte aussi progressivement en qualité et atteint le rang de « palace » douze ans après son ouverture. L'architecte Regent Alfred John Bidwell (1869-1918) le réalise dans sa version de 1899. Originellement face à la mer, celle-ci a disparu face à l'avancée des terres artificielles de Singapour et l'expansion des gratte-ciels ; l'hôtel se retrouve de nos jours au cœur du quartier commercial et financier de Singapour.
William Somerset Maugham parle en 1959 de cet établissement comme un « synonyme de toutes les fables de l'Orient exotique ».
Le Writers Bar, ce lieu nommé en l'honneur des multiples écrivains ayant fréquenté l'hôtel est  déplacé lors de la dernière rénovation en date. Le cocktail phare Singapore sling mélange gin, jus de ciron, bénédictine, grenadine et date de 1915. Il a été inventé dans le second bar plus renommé et touristique, le Long Bar, qui occupe également l'établissement avec son sol en marbre, ainsi que six restaurants et de multiples boutiques. L'ensemble des lieux occupe une surface totale de 30 000 m2 dont une partie reste accessible à tous : 30 000 visiteurs passent quotidiennement dans l'enceinte de l'hôtel ouverte au public. Anne-Sophie Pic supervise avec le chef Kevin Gatin l'un des restaurants, « La Dame de Pic », celui-ci remplaçant l'ancien « Raffles Grill »,.
L'hôtel Raffles rouvre ses portes après une restauration complète, le 16 septembre 1991. 
Composé principalement de 115 suites réparties en neuf catégories, il ouvre de nouveau à l'été 2019 après deux ans de travaux ; c'est donc la seconde rénovation importante au cours de son histoire. L'établissement s'est nettement modernisé lors de cette seconde période de travaux tout en conservant l'héritage de son passé colonial,,.